# Andrena ventricosa
Andrena ventricosa är en biart som beskrevs av Dours 1873. Andrena ventricosa ingår i släktet sandbin, och familjen grävbin. Inga underarter finns listade i Catalogue of Life.